# Olga Orozco

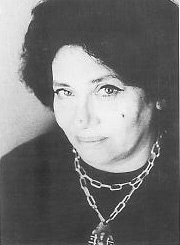
Olga Orozco, 1960

Olga Orozco (eigentlich Olga Noemí Gugliotta; * 17. März 1920 in Toay, La Pampa; † 15. August 1999 in Buenos Aires) war eine argentinische Dichterin.
Sie arbeitete als Journalistin und ihre Werke wurden beeinflusst von Arthur Rimbaud, Gérard de Nerval, Charles Baudelaire, Czesław Miłosz und Rainer Maria Rilke.

## Ehrungen/Preis
- «Primer Premio Municipal de Poesía»
- «Premio de Honor de la Fundación Argentina» (1971)
- «Gran Premio del Fondo Nacional de las Artes»
- «Premio Esteban Echeverría»
- «Gran Premio de Honor»
- «Premio Nacional de Teatro a Pieza Inédita» (1972)
- «Premio Nacional de Poesía» (1988)
- «Láurea de Poesía de la Universidad de Turin»
- «Premio Gabriela Mistral»
- «Juan-Rulfo-Preis » (1998).

## Werke
- Desde lejos (1946)
- Las muertes (1951)
- Los juegos peligrosos (1962)
- La oscuridad es otro sol (1967)
- Museo salvaje (1974)
- Veintinueve poemas (1975)
- Cantos a Berenice (1977)
- Mutaciones de la realidad (1979)
- La noche a la deriva (1984)
- En el revés del cielo (1987)